# Императорский принц Франции
Императорский принц Франции (фр. prince impérial) — титул, первоначально созданный в соответствии с Конституцией XII года в 1804 году для обозначения старшего сына императора французов во времена Первой Французской империи. Кроме того, этот титул был возрожден согласно сенатусконсульту от 25 декабря 1852 года, чтобы выполнять ту же роль во времена Второй Французской империи. Однако, в отличие от аналогичных титулов императорского принца Бразилии и императорского принца Мексики, этот титул не мог оставаться в использовании Домом Бонапарта после гибели Наполеона Эжена, императорского принца, так как формулировка и Конституции XII года, и сенатусконсульта от 25 декабря 1852 года прямо указывает, что титул должен носить старший сын императора (а, следовательно, без императора не может быть никакого императорского принца).